# Temporada da Superleague Fórmula de 2008

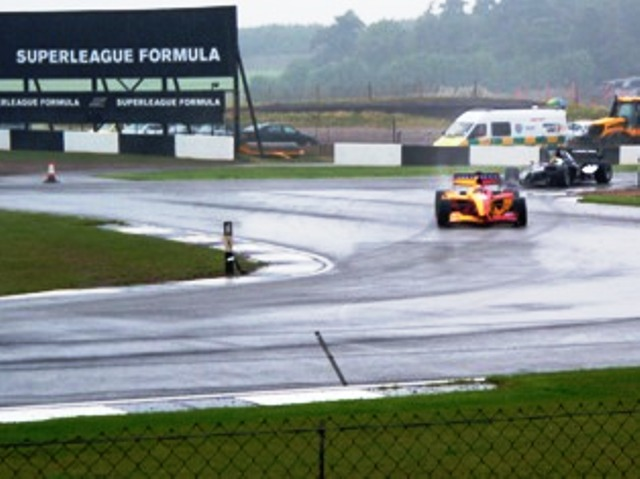
Galatasaray S.K (Alessandro Pier Guidi) na ronda 1 da Superleague Formula

A Temporada da Superleague Fórmula de 2008 foi a primeira temporada da categoria, que contará 20 clubes de futebol e seis corridas. O título ficou com o clube chinês do Beijing Guoan.

## Equipes e Pilotos
- Esta é a lista de clubes e respectivas equipas de corrida e pilotos que disputaram esta temporada da Superleague Fórmula:

| Todas as equipas competiram com pneus Michelin |                         |    |                       |          |
| Clube de Futebol | Equipa de Automobilismo | Nº | Pilotos               | Rondas   |
| A.C. Milan | Scuderia Playteam       | 3  | Robert Doornbos       | Todas    |
| Galatasaray S.K. | Scuderia Playteam       | 4  | Alessandro Pier Guidi | Todas    |
| PSV Eindhoven | Azerti Motorsport       | 5  | Yelmer Buurman        | Todas    |
| Al Ain FC | Azerti Motorsport       | 6  | Andreas Zuber         | 1-2      |
| Al Ain FC | Azerti Motorsport       | 6  | Bertrand Baguette     | 3, 6     |
| Al Ain FC | Azerti Motorsport       | 6  | Paul Meijer           | 4        |
| Al Ain FC | Azerti Motorsport       | 6  | Dominick Muermans     | 5        |
| CR Flamengo | Team Astromega          | 7  | Tuka Rocha            | Todas    |
| R.S.C. Anderlecht | Team Astromega          | 8  | Craig Dolby           | Todas    |
| Olympiacos CFP | GU-Racing International | 9  | Kasper Andersen       | 1-4      |
| Olympiacos CFP | GU-Racing International | 9  | Stamatis Katsimis     | 5-6      |
| FC Basel | GU-Racing International | 10 | Max Wissel            | Todas    |
| Borussia Dortmund | Zakspeed                | 11 | Nelson Philippe       | 1-2      |
| Borussia Dortmund | Zakspeed                | 11 | Paul Meijer           | 3        |
| Borussia Dortmund | Zakspeed                | 11 | Enrico Toccacelo      | 4-5      |
| Borussia Dortmund | Zakspeed                | 11 | James Walker          | 6        |
| Beijing Guoan | Zakspeed                | 12 | Davide Rigon          | Todas    |
| SC Corinthians | EuroInternational       | 14 | Andy Soucek           | 1        |
| SC Corinthians | EuroInternational       | 14 | Antônio Pizzonia      | 2-6      |
| Atlético de Madrid | EuroInternational       | 15 | não participou        | 1        |
| Atlético de Madrid | EuroInternational       | 15 | Andy Soucek           | 2-6      |
| F.C. Porto | Alan Docking Racing     | 16 | Tristan Gommendy      | 1-4      |
| Rangers F.C. | Alan Docking Racing     | 17 | Ryan Dalziel          | 1, 3-6   |
| Rangers F.C. | Alan Docking Racing     | 17 | James Walker          | 2        |
| Sevilla FC | GTA Motor Competicion   | 18 | Borja García          | Todas    |
| Tottenham Hotspur F.C. | GTA Motor Competicion   | 19 | Duncan Tappy          | 1-3, 5-6 |
| Tottenham Hotspur F.C. | GTA Motor Competicion   | 19 | Dominik Jackson       | 4        |
| Liverpool F.C. | Hitech Junior Team      | 21 | Adrián Vallés         | Todas    |
| F.C. Porto | Hitech Junior Team      | 16 | Tristan Gommendy      | 5-6      |
| A.S. Roma | FMS International       | 22 | Enrico Toccacelo      | 1-3      |
| A.S. Roma | FMS International       | 22 | Franck Perera         | 4-6      |
| Por ser a 1ª temporada, não foram usados os nos 1 e 2 Devido à tradição histórica/superstição, não foi usado o nº 13 Os carros 16 e 17 tiveram como equipa de corridas a Team West-Tec durante a pré-temporada. |                         |    |                       |          |

### Pilotos de teste Oficiais
- 14 pilotos testaram os carros de Superleague Fórmula ao longo desta temporada.

| Piloto                   | Piloto         |
| ------------------------ | -------------- |
| Jérôme d'Ambrosio        | Bruce Jouanny  |
| Jimmy Auby               | Robbie Kerr    |
| Enrique Bernoldi         | Giacomo Ricci  |
| Dan Clarke               | Daniel la Rosa |
| Giambattista Giannoccaro | Jason Tahinci  |
| Jan Heylen               | Nico Verdonck  |
| Jens Höing               | Andreas Wirth  |

## Calendário e Resultados

### Calendário e Resultados
| Ronda | Ronda | Corrida        | Data           | Pole Position                                            | Volta mais Rápida                                 | Vencedores                                      | Relatório |
| ----- | ----- | -------------- | -------------- | -------------------------------------------------------- | ------------------------------------------------- | ----------------------------------------------- | --------- |
| 1     | R1    | Donington Park | 31 de Agosto   | Beijing Guoan Davide Rigon Zakspeed                      | Beijing Guoan Davide Rigon Zakspeed               | Beijing Guoan Davide Rigon Zakspeed             | Relatório |
| 1     | R2    | Donington Park | 31 de Agosto   | CR Flamengo Tuka Rocha Team Astromega                    | PSV Eindhoven Yelmer Buurman Azerti Motorsport    | Sevilla FC Borja García GTA Motor Competicion   | Relatório |
| 2     | R1    | Nürburgring    | 21 de Setembro | A.C. Milan Robert Doornbos Scuderia Playteam             | PSV Eindhoven Yelmer Buurman Azerti Motorsport    | A.C. Milan Robert Doornbos Scuderia Playteam    | Relatório |
| 2     | R2    | Nürburgring    | 21 de Setembro | A.S. Roma Enrico Toccacelo FMS International             | SC Corinthians Antônio Pizzonia EuroInternational | PSV Eindhoven Yelmer Buurman Azerti Motorsport  | Relatório |
| 3     | R1    | Zolder         | 5 de Outubro   | Borussia Dortmund Paul Meijer Zakspeed                   | Liverpool F.C. Adrián Vallés Hitech Junior Team   | Liverpool F.C. Adrián Vallés Hitech Junior Team | Relatório |
| 3     | R2    | Zolder         | 5 de Outubro   | A.C. Milan Robert Doornbos Scuderia Playteam             | Atlético de Madrid Andy Soucek EuroInternational  | Beijing Guoan Davide Rigon Zakspeed             | Relatório |
| 4     | R1    | Estoril        | 19 de Outubro  | A.S. Roma Franck Perera FMS International                | Atlético de Madrid Andy Soucek EuroInternational  | Liverpool F.C. Adrián Vallés Hitech Junior Team | Relatório |
| 4     | R2    | Estoril        | 19 de Outubro  | FC Basel Max Wissel GU-Racing International              | Borussia Dortmund Enrico Toccacelo Zakspeed       | Al Ain FC Paul Meijer Azerti Motorsport         | Relatório |
| 5     | R1    | Vallelunga     | 2 de Novembro  | Liverpool F.C. Adrián Vallés Hitech Junior Team          | Beijing Guoan Davide Rigon Zakspeed               | Beijing Guoan Davide Rigon Zakspeed             | Relatório |
| 5     | R2    | Vallelunga     | 2 de Novembro  | Borussia Dortmund Enrico Toccacelo Zakspeed              | Atlético de Madrid Andy Soucek EuroInternational  | F.C. Porto Tristan Gommendy Hitech Junior Team  | Relatório |
| 6     | R1    | Jerez          | 23 de Novembro | Liverpool F.C. Adrián Vallés Hitech Junior Team          | R.S.C. Anderlecht Craig Dolby Team Astromega      | A.C. Milan Robert Doornbos Scuderia Playteam    | Relatório |
| 6     | R2    | Jerez          | 23 de Novembro | Galatasaray S.K. Alessandro Pier Guidi Scuderia Playteam | Beijing Guoan Davide Rigon Zakspeed               | Borussia Dortmund James Walker Zakspeed         | Relatório |

Nota: A grelha de partida da 2ª Corrida corresponde à inversão total das posições finais da 1ª Corrida.

## Testes

### Resultados
| Teste | Circuito       | Data         | Piloto mais Rápido    | Clube mais Rápido | Equipa de Corrida mais Rápida |
| ----- | -------------- | ------------ | --------------------- | ----------------- | ----------------------------- |
| 1     | Vallelunga     | 6 de Agosto  | Robert Doornbos       | A.C. Milan        | Scuderia Playteam             |
| 2     | Vallelunga     | 7 de Agosto  | Robert Doornbos       | A.C. Milan        | Scuderia Playteam             |
| 3     | Vallelunga     | 8 de Agosto  | Alessandro Pier Guidi | Galatasaray S.K.  | Scuderia Playteam             |
| 4     | Donington Park | 21 de Agosto | Enrico Toccacelo      | A.S. Roma         | FMS International             |
| 5     | Donington Park | 28 de Agosto | Enrico Toccacelo      | A.S. Roma         | FMS International             |

## Classificações da Temporada
| Pos. | Clube                  | Pilotos               | R1/C1 | R1/C2 | R2/C1 | R2/C2 | R3/C1 | R3/C2 | R4/C1 | R4/C2 | R5/C1 | R5/C2 | R6/C1 | R6/C2 | Pts |
| ---- | ---------------------- | --------------------- | ----- | ----- | ----- | ----- | ----- | ----- | ----- | ----- | ----- | ----- | ----- | ----- | --- |
| 1    | Beijing Guoan          | Davide Rigon          | 1     | 6     | 5     | 3     | 17    | 1     | 5     | 5     | 1     | 5     | 9     | 3     | 413 |
| 2    | PSV Eindhoven          | Yelmer Buurman        | 4     | 8     | 10    | 1     | 7     | 3     | 9     | 8     | 10    | 3     | 8     | 9     | 337 |
| 3    | A.C. Milan             | Robert Doornbos       | 17    | NC    | 1     | 6     | 18    | 4     | 2     | 2     | 2     | 17    | 1     | 10    | 335 |
| 4    | Liverpool F.C.         | Adrián Vallés         | 5     | 3     | 14    | 14    | 1     | 6     | 1     | 12    | 9     | 4     | 7     | 15    | 325 |
| 5    | A.S. Roma              | Enrico Toccacelo      | 2     | 10    | 17    | 4     | 13    | 7     |       |       |       |       |       |       | 307 |
| 5    | A.S. Roma              | Franck Perera         |       |       |       |       |       |       | 3     | 16    | 15    | 2     | 5     | 5     | 307 |
| 6    | R.S.C. Anderlecht      | Craig Dolby           | 14    | 16    | 2     | 2     | 2     | 16    | 14    | 9     | 7     | 6     | 4     | 8     | 303 |
| 7    | F.C. Porto             | Tristan Gommendy      | 7     | 9     | 8     | 5     | 6     | 15    | 16    | NC    | 8     | 1     | 2     | 12    | 277 |
| 8    | Galatasaray S.K.       | Alessandro Pier Guidi | 13    | 13    | 3     | 7     | 14    | 12    | 7     | 3     | 3     | 11    | 18    | 4     | 277 |
| 9    | SC Corinthians         | Andy Soucek           | 11    | 12    |       |       |       |       |       |       |       |       |       |       | 264 |
| 9    | SC Corinthians         | Antônio Pizzonia      |       |       | 7     | 10    | 10    | 18    | 4     | 4     | 6     | 16    | 12    | 2     | 264 |
| 10   | Sevilla FC             | Borja García          | 10    | 1     | 6     | 8     | 16    | 8     | 8     | 7     | 17    | 13    | 6     | 11    | 262 |
| 11   | Tottenham Hotspur F.C. | Duncan Tappy          | 3     | 5     | 13    | 17    | 12    | 2     |       |       | 11    | 10    | 3     | 14    | 257 |
| 11   | Tottenham Hotspur F.C. | Dominik Jackson       |       |       |       |       |       |       | 15    | 11    |       |       |       |       | 257 |
| 12   | Al Ain FC              | Andreas Zuber         | 6     | 15    | 11    | 11    |       |       |       |       |       |       |       |       | 244 |
| 12   | Al Ain FC              | Bertrand Baguette     |       |       |       |       | 11    | 10    |       |       |       |       | 10    | 7     | 244 |
| 12   | Al Ain FC              | Paul Meijer           |       |       |       |       |       |       | 12    | 1     |       |       |       |       | 244 |
| 12   | Al Ain FC              | Dominick Muermans     |       |       |       |       |       |       |       |       | 14    | 8     |       |       | 244 |
| 13   | Rangers F.C.           | Ryan Dalziel          | 8     | 14    |       |       | 8     | 17    | 13    | 15    | 5     | 7     | 15    | 6     | 227 |
| 13   | Rangers F.C.           | James Walker          |       |       | 4     | 12    |       |       |       |       |       |       |       |       | 227 |
| 14   | Borussia Dortmund      | Nelson Philippe       | 15    | 4     | 15    | NC    |       |       |       |       |       |       |       |       | 218 |
| 14   | Borussia Dortmund      | Paul Meijer           |       |       |       |       | 3     | 11    |       |       |       |       |       |       | 218 |
| 14   | Borussia Dortmund      | Enrico Toccacelo      |       |       |       |       |       |       | 17    | 6     | 18    | 14    |       |       | 218 |
| 14   | Borussia Dortmund      | James Walker          |       |       |       |       |       |       |       |       |       |       | 14    | 1     | 218 |
| 15   | FC Basel               | Max Wissel            | 9     | 7     | 9     | 13    | 4     | 5     | 18    | 14    | 12    | 15    | 11    | 17    | 205 |
| 16   | CR Flamengo            | Tuka Rocha            | 16    | 2     | 16    | 16    | 9     | 14    | 11    | 10    | 4     | 18    | 17    | 13    | 189 |
| 17   | Olympiacos CFP         | Kasper Andersen       | 12    | 11    | 12    | 15    | 15    | 9     | 10    | 13    |       |       |       |       | 161 |
| 17   | Olympiacos CFP         | Stamatis Katsimis     |       |       |       |       |       |       |       |       | 13    | 9     | 13    | 16    | 161 |
| 18   | Atlético de Madrid     | Andy Soucek           |       |       | NC    | 9     | 5     | 13    | 6     | 17    | 16    | 12    | 16    | 18    | 132 |
| Pos. | Clube                  | Pilotos               | R1/C1 | R1/C2 | R2/C1 | R2/C2 | R3/C1 | R3/C2 | R4/C1 | R4/C2 | R5/C1 | R5/C2 | R6/C1 | R6/C2 | Pts |

| Cor            | Resultado                                                     |
| -------------- | ------------------------------------------------------------- |
| Dourado        | Vencedor                                                      |
| Prateado       | 2º lugar                                                      |
| Bronze         | 3º lugar                                                      |
| Verde          | Terminou nos pontos                                           |
| Roxo           | Não terminou                                                  |
| Preto          | Desqualificado (DQ)                                           |
| Branco         | Não começou (NC)                                              |
| Branco         | Abandonou (NA)                                                |
| Verde Marinho  | Piloto não participou / participou a pilotar para outro clube |
| Púrpura        | Clube não participou                                          |
| Salmão         | Operado por outra equipa de automobilismo                     |
| Castanho Claro | Não se apurou/Não participou na 3ª Corrida                    |
| Amarelo        | Não houve 3ª Corrida                                          |